# Парасолька на модному курорті
«Парасолька на модному курорті» — радянський анімаційний фільм 1977 року Творчого об'єднання художньої мультиплікації студії Київнаукфільм, режисер — Юрій Скирда.

## Сюжет
Вирвавшись на такий жаданий відпочинок Парасолька стикається з усіма труднощами, притаманними нашим курортам, які, однак, є родзинкою вітчизняного відпочинку, і без яких він стає навіть не цікавим. П'ятий мультфільм серії.

## Над фільмом працювали:
- Володимир Капустян (сценарист);
- Юрій Скирда (режисер);
- В. Сабліков (художник-постановник);
- Леонід Вербицький (композитор);
- Ірина Чефранова (звукооператор);
- Анатолій Гаврилов (оператор);
- Олександр Лавров, Костянтин Чикін, Олександр Татарський, Михайло Титов, Ігор Бородавко, Ельвіра Перетятько, Я. Селезньова, Ігор Ковальов (художники-мультиплікатори);
- А. Тищенко, С. Тесленко, Юна Срібницька, Станіслав Лещенко (асистенти);
- Володимир Гайдай (редактор);
- Іван Мазепа (директор фільму).